# Tatra K2
Tatra K2 je dvoučlánková tramvaj, která byla vyráběna v letech 1967 (prototypy v roce 1966) až 1983 v podniku ČKD Praha, závod Tatra Smíchov a která byla odvozena od standardního vozu Tatra T3. Celkem bylo vyrobeno 569 vozů této první sériově vyráběné československé kloubové tramvaje, jež našla uplatnění jak u tuzemských dopravních podniků, tak i v zahraničí (Sarajevo a Sovětský svaz). V současnosti tramvaje K2 jezdí již pouze v Bratislavě, Brně a Sarajevu, především již v modernizovaném provedení (rekonstrukce jsou prováděny od poloviny 90. let 20. století).

## Historické pozadí
Protože klasické tramvaje koncepce PCC nemohly nahradit několikavozové vlaky starých dvounápravových tramvají, přistoupil podnik ČKD na začátku 60. let 20. století k vývoji kapacitnější dvoučlánkové tramvaje odvozené z typu Tatra T3, která byla označena jako Tatra K1 a jejíž dva prototypy byly vyrobeny v roce 1964. Problémy ale nastaly u nespolehlivé elektrickopneumatické výzbroje. Proto v roce 1966 vznikly dva prototypové vozy s celoelektrickou výzbrojí, které byly označeny jako K2.
Výroba tramvají K2 poté pokračovala, zejména pro československé dopravní podniky, až do roku 1983. Nástupcem typu K2 se měly stát tramvaje Tatra KT6, jejich vývoj ale byl zastaven.

## Konstrukce

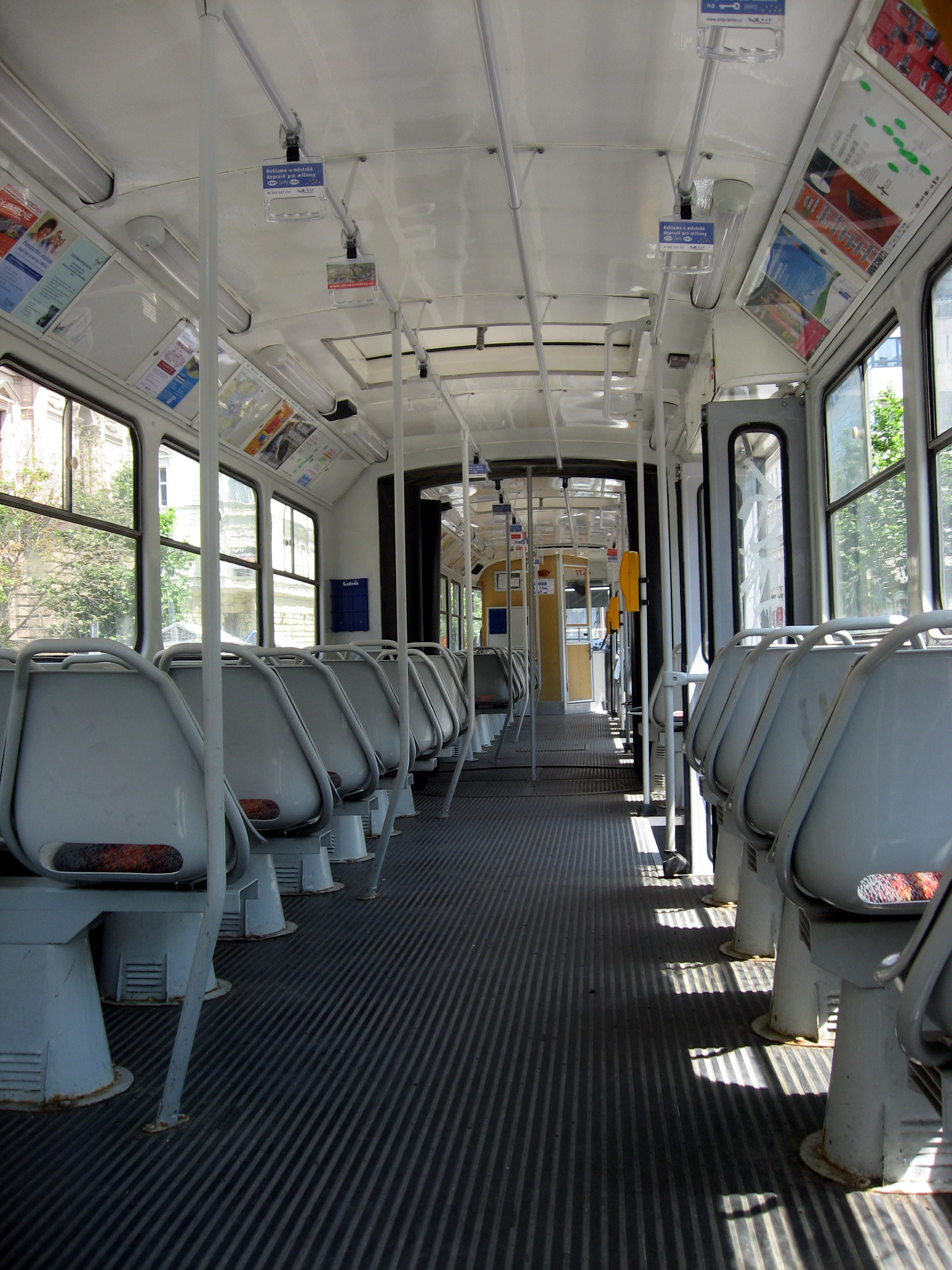
Interiér brněnské tramvaje K2YU

Tatra K2 je jednosměrný šestinápravový motorový tramvajový vůz skládající se ze dvou částí – článků. Po mechanické stránce je shodný se svým předchůdcem, tramvají K1. Krajní podvozky jsou hnací, převzaté z tramvaje Tatra T3, střední běžný podvozek (bez motorů ale s brzdou), na kterém spočívají oba články, je běžný (bezmotorový) s elektromagnetickými čelisťovými brzdami a rovněž i kolejnicovými brzdami. Kloubové spojení obou článků karoserie se nachází na středním podvozku, průchod je krytý měchem. Oproti standardním vozům T3 se v ose tramvaje na spodku nenachází masivní centrální nosník, celý spodek je vylehčen. Rozdílně jsou také provedeny bočnice, kdy nosný plech jejich spodních částí se nachází na vnitřní straně a z venkovní strany je kryt přinýtovanými plechy s prolisy (tyto vlnité plechy, pro tramvaje K2 typické, byly při pozdějších modernizacích a opravách odstraňovány a nahrazovány plechy hladkými). V každém článku se v pravé bočnici nacházejí dvoje čtyřkřídlé skládací dveře ovládané elektricky. Čela tramvaje jsou vyrobena z laminátové skořepiny a byla navržena Františkem Kardausem (shodná s typem T3).
Podlaha se v tramvaji K2 nachází ve výšce 900 mm nad temenem kolejnice. Interiér vozu je z vnitřní strany obložen umakartem (bočnice pod okny), strop tvoří dřevovláknité desky, podlaha je vyrobena z vodovzdorné překližky, která je pokryta gumovým kobercem. Okenní skla jsou uchycena v karoserii pomocí gumových profilů. Horní část oken je posuvná, k větrání kromě toho slouží i čtyři stropní větrací klapky. Osvětlení je řešeno pomocí zářivek, topení je odporové, v prvním článku ve stojanech sedadel, v článku zadním v bočnicích. Laminátové sedačky (u prvních sérií koženkové) pro cestující jsou v tramvaji K2 rozmístěny ve třech řadách 2+1. V přední části vozu se nachází oddělená kabina řidiče, který ovládá tramvaj jízdním a brzdovým pedálem.
Tramvaj K2 je vybavena elektrickou výzbrojí typu UA12 s odporovou regulací výkonu. V krajních podvozcích se nachází vždy dva trakční motory TE 022 (každý pohání jednu nápravu), které jsou zapojeny sériově, vzájemné spojení obou podvozků je paralelní. Motory s cizí ventilací jsou napájeny přes sériově zapojené omezovací a pojezdové odpory a zrychlovač. Při rozjezdu vozu je plně využit odpor zrychlovače (na rozdíl od tramvají T2 a T3). Napájení řídících obvodů a chlazení motorů prvního podvozku je vyřešeno motorgenerátorem, motory třetího podvozku mají vlastní motorventilátor. Elektrický proud je odebírán z trolejového vedení pantografem na předním článku, u vozů K2YU z prvních sérií pro Sarajevo byl sběrač proudu umístěn na článku zadním.
Vyráběny byly verze K2 pro Československo, K2SU pro Sovětský svaz a K2YU pro Jugoslávii, přičemž rozdíly mezi jednotlivými variantami byly malé.

### Rekonstrukce a modernizace

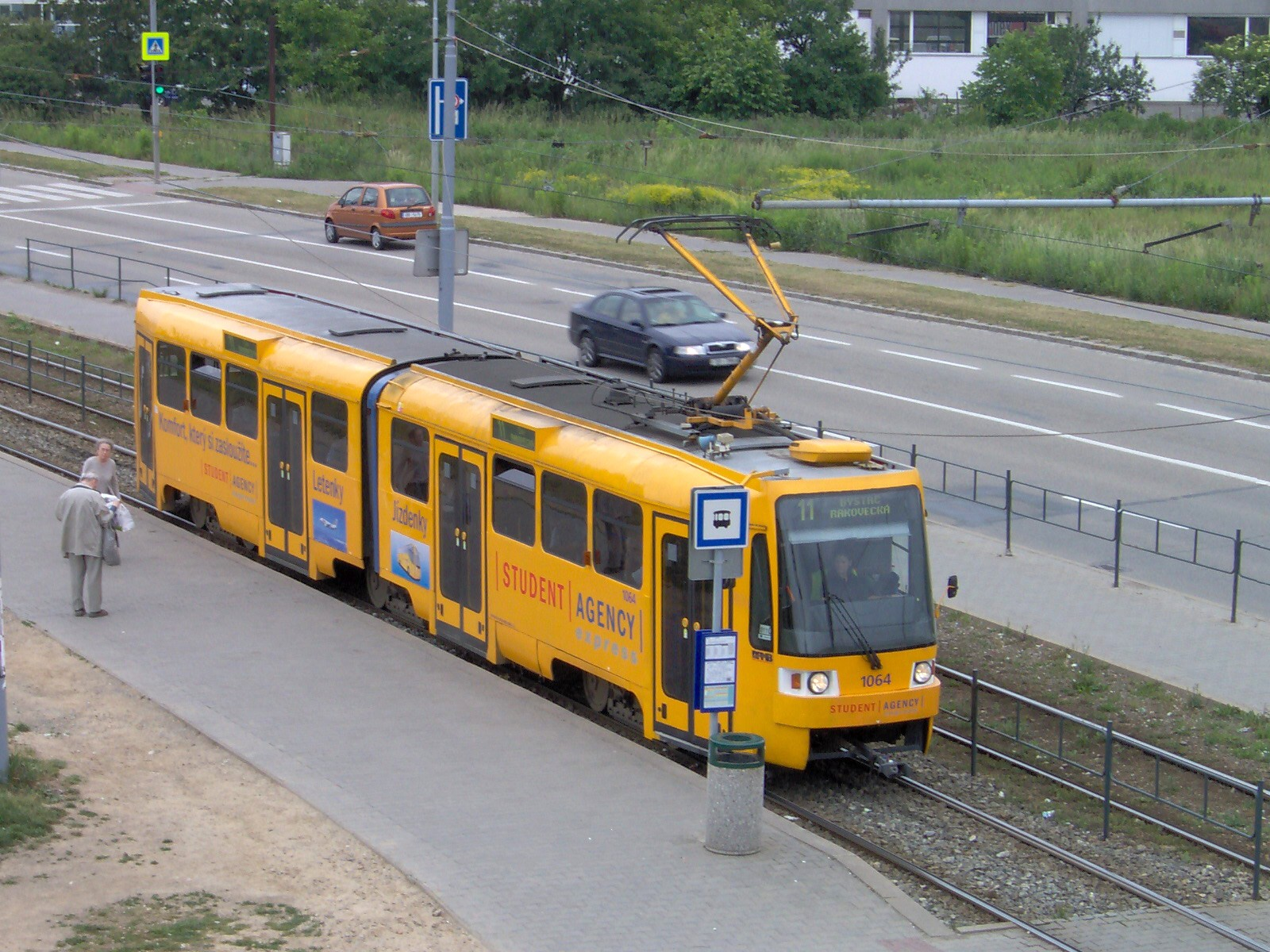
Modernizovaná tramvaj Tatra K2R

První větší úpravou tramvají K2 byla změna zapojení motorů při snaze uspořit elektrickou energii, která byla realizována u vozů provozovaných v Brně. Při takzvaných „malých modernizacích“ došlo k takové úpravě, že při rozjezdu tramvaje byly obě skupiny motorů spojeny sériově a teprve při dosažení určité rychlosti došlo ke změně zapojení na původní paralelní. Takto upravené tramvaje byly označeny jako K2MM, rekonstrukce probíhaly mezi lety 1984 a 1996 v ústředních dílnách Dopravního podniku města Brna. Na typ K2MM bylo celkem upraveno 67 brněnských vozů K2, kvůli problémům s přepínáním ze sériového na sérioparalelní zapojení ale byly tyto úpravy postupně zrušeny.
Modernizace zásadnějšího charakteru tramvají K2 provozovaných v Česku a na Slovensku probíhají postupně od roku 1995, v současné době jsou již spíše upřednostňovány novostavby tramvají na dokladech původních starších vozů.
| Typ                    | Modernizace                                                             | Modernizace v letech | Provozy             |
| ---------------------- | ----------------------------------------------------------------------- | -------------------- | ------------------- |
| Tatra K2G              | el. výzbroj TV8                                                         | 1995–2005            | Ostrava, Bratislava |
| Tatra K2R Tatra K2R.03 | nový design, el. výzbroj TV8                                            | 1995–1998 1997–1999  | Brno                |
| Tatra K2S              | nový design, el. výzbroj TV14 nebo TV Progress                          | 1998–2009            | Bratislava          |
| Satra II               | nový design, el. výzbroj TV14 nebo Siemens                              | 1998–201?            | Sarajevo            |
| Tatra K2T              | el. výzbroj TV14                                                        | 1999–2000            | Brno                |
| Tatra K2R.03-P         | nový design, el. výzbroj TV Progress                                    | 2000–2002            | Brno                |
| Tatra K2P              | el. výzbroj TV Progress                                                 | 2000–2005            | Brno, Ostrava       |
| Tatra K3R-N            | nový design, el. výzbroj TV Progress, nový střední nízkopodlažní článek | 2002–2004            | Brno                |
| Satra III              | nový design, el. výzbroj Siemens, nový střední nízkopodlažní článek     | 2004–201?            | Sarajevo            |

### Novostavby
Novostavby modernizovaných tramvají K2 jsou prováděny od poloviny prvního desetiletí 21. století. Vozy jsou oficiálně vedeny jako rekonstruované, fakticky se ale jedná o novostavby tramvají (v některých případech jsou použity např. původní podvozky), které obdrží doklady od právě vyřazovaného vozu, který je poté sešrotován.
| Typ         | Modernizace                                                             | Výroba v letech | Provozy    |
| ----------- | ----------------------------------------------------------------------- | --------------- | ---------- |
| Tatra K3R-N | nový design, el. výzbroj TV Progress, nový střední nízkopodlažní článek | 2006            | Brno       |
| Tatra K2S   | nový design, el. výzbroj TV Progress                                    | 2007–2009       | Bratislava |
| VarioLF2R.E | nový design, el. výzbroj TV Europulse, částečně nízkopodlažní vůz       | 2008–2018       | Brno       |
| VarioLF2R.S | nový design, el. výzbroj Škoda, částečně nízkopodlažní vůz              | 2013–2014       | Ostrava    |

## Dodávky tramvají
V letech 1966 až 1983 bylo vyrobeno celkem 569 tramvají K2. Jejich největšími provozovateli se staly některé československé dopravní podniky, které vozy typu K2 provozují doposud. Část tramvají byla v 60. letech exportována do Sovětského svazu, kde se ale příliš neuchytily a byly poměrně brzy vyřazeny. Necelá stovka kusů byla dodána i do Sarajeva, kde vozy tohoto typu dosud jezdí.
| Současný stát       | Město          | Článek | Typ  | Roky dodávek | Počet vozů | Evidenční čísla při dodání | Poznámky                                                          | Zdroj  |
| ------------------- | -------------- | ------ | ---- | ------------ | ---------- | -------------------------- | ----------------------------------------------------------------- | ------ |
| Bosna a Hercegovina | Sarajevo       | článek | K2YU | 1973–1983    | 90         | 201–290                    |                                                                   | [ 10 ] |
| Česko               | Brno           | článek | K2   | 1967–1983    | 120        | 601–607, 1008–1117         | č. 607 – první prototyp; čísla 1024, 1046 a 1105 obsazena dvakrát | [ 11 ] |
| Česko               | Brno           | článek | K2YU | 1983         | 15         | 1118–1132                  |                                                                   | [ 12 ] |
| Česko               | Ostrava        | článek | K2   | 1967–1969    | 8          | 802–809                    |                                                                   | [ 13 ] |
| Česko               | Ostrava        | článek | K2YU | 1983         | 2          | 810–811                    |                                                                   | [ 13 ] |
| Rusko               | Jekatěrinburg  | článek | K2SU | 1967–1969    | 20         | 801–820                    |                                                                   | [ 14 ] |
| Rusko               | Moskva         | článek | K2SU | 1967–1970    | 60         | 151–211                    | č. 151 – druhý prototyp; kromě čísla 156                          | [ 15 ] |
| Rusko               | Novosibirsk    | článek | K2SU | 1967–1969    | 36         | 121–156                    |                                                                   | [ 16 ] |
| Rusko               | Rostov na Donu | článek | K2SU | 1968         | 5          | 1001–1005                  |                                                                   | [ 17 ] |
| Rusko               | Samara         | článek | K2SU | 1967–1969    | 30         | 1001–1030                  |                                                                   | [ 18 ] |
| Rusko               | Tula           | článek | K2SU | 1969–1970    | 19         | 401–419                    |                                                                   | [ 19 ] |
| Rusko               | Ufa            | článek | K2SU | 1968–1969    | 35         |                            |                                                                   | [ 16 ] |
| Slovensko           | Bratislava     | článek | K2   | 1969–1977    | 86         | 309–394                    |                                                                   | [ 5 ]  |
| Slovensko           | Bratislava     | článek | K2YU | 1983         | 3          | 7085–7087                  |                                                                   | [ 5 ]  |
| Ukrajina            | Charkov        | článek | K2SU | 1968–1969    | 40         | 1901–1940                  |                                                                   | [ 20 ] |

## Provoz tramvají Tatra K2

### Prototypy
Dva prototypy tramvaje K2 byly vyrobeny v roce 1966 a pro zkušební jízdy v Praze byly označeny čísly 7000 a 7001. Vůz č. 7000 byl na konci roku 1966 předán do Mostu, kde zkoušky pokračovaly i během roku 1967. Na přelomu let 1967 a 1968 byl odprodán do Brna, kde byl s číslem 607 zařazen začátkem roku 1968 do běžného provozu. V roce 1969 byl přeznačen na číslo 1007, vyřazen byl jako první brněnský vůz K2 (vyjma požárů) v roce 1988 a následně byl sešrotován.
Druhá prototypová tramvaj č. 7001 byla po zkouškách v Praze odprodána do Moskvy, kde obdržela č. 151. Zřejmě nedlouho poté byl vůz předán do Novosibirska, kde dostal evidenční číslo 120; vyřazen byl pravděpodobně někdy v 70. či 80. letech 20. století. Podle jiného zdroje byla tramvaj z Československa odprodána přímo do Novosibirska, kde jezdila s číslem 121.

### Česko

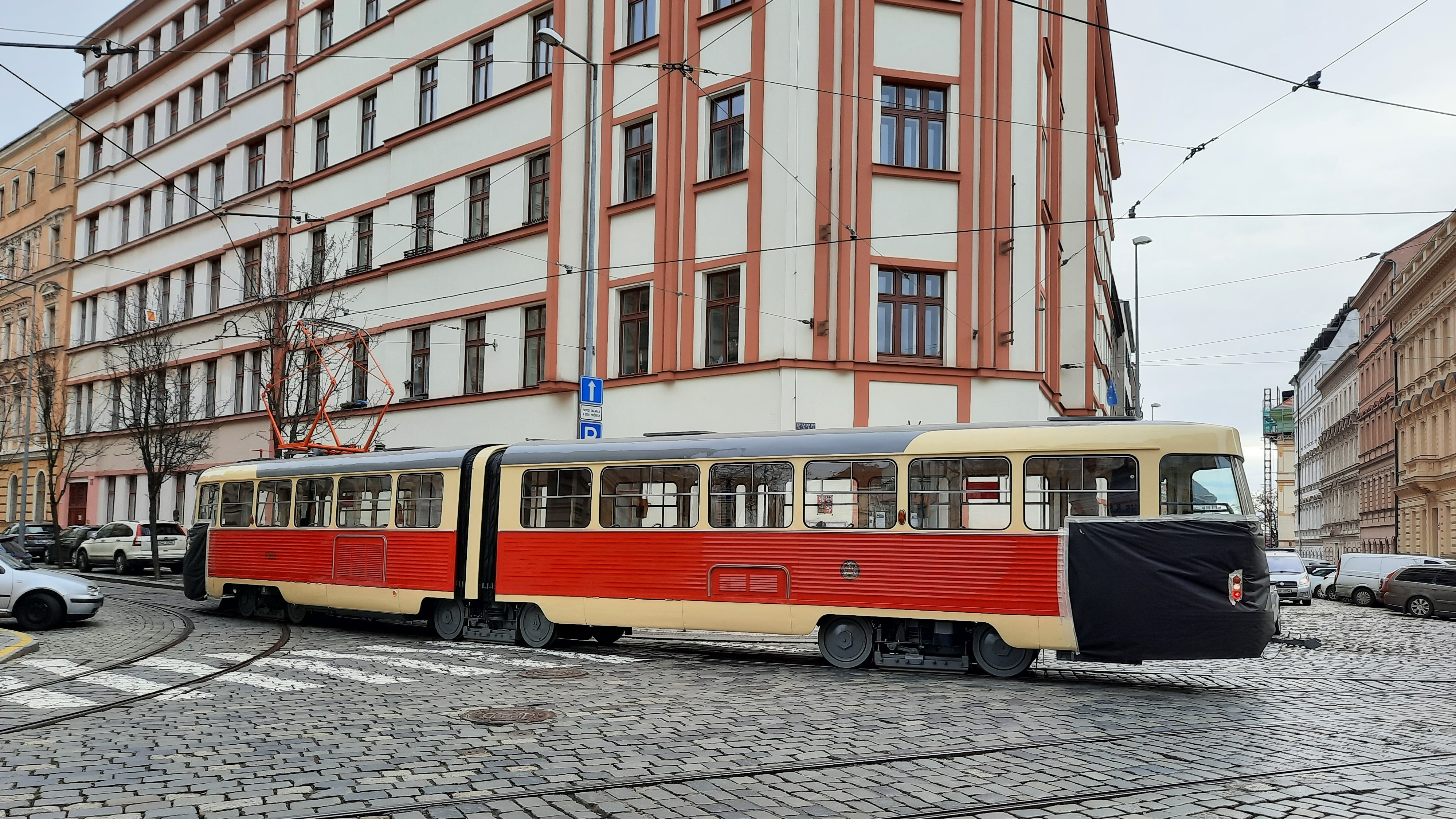
Pražská Tatra K2 při zkušební jízdě (leden 2023)

#### Praha
V Praze se v pravidelném provozu žádná Tatra K2 nevyskytovala, především kvůli nevhodnosti do kopcovitých oblastí. Nicméně v roce 2021 pražský Dopravní podnik odkoupil jeden vůz z Bratislavy. Po renovaci v Brně byl v prosinci 2022 převezen do Prahy a 3. února 2023 představen veřejnosti. Tramvaj získala ev. č. 7000, především s odkazem na historii. Jezdí na linkách 23 a 42.

#### Brno

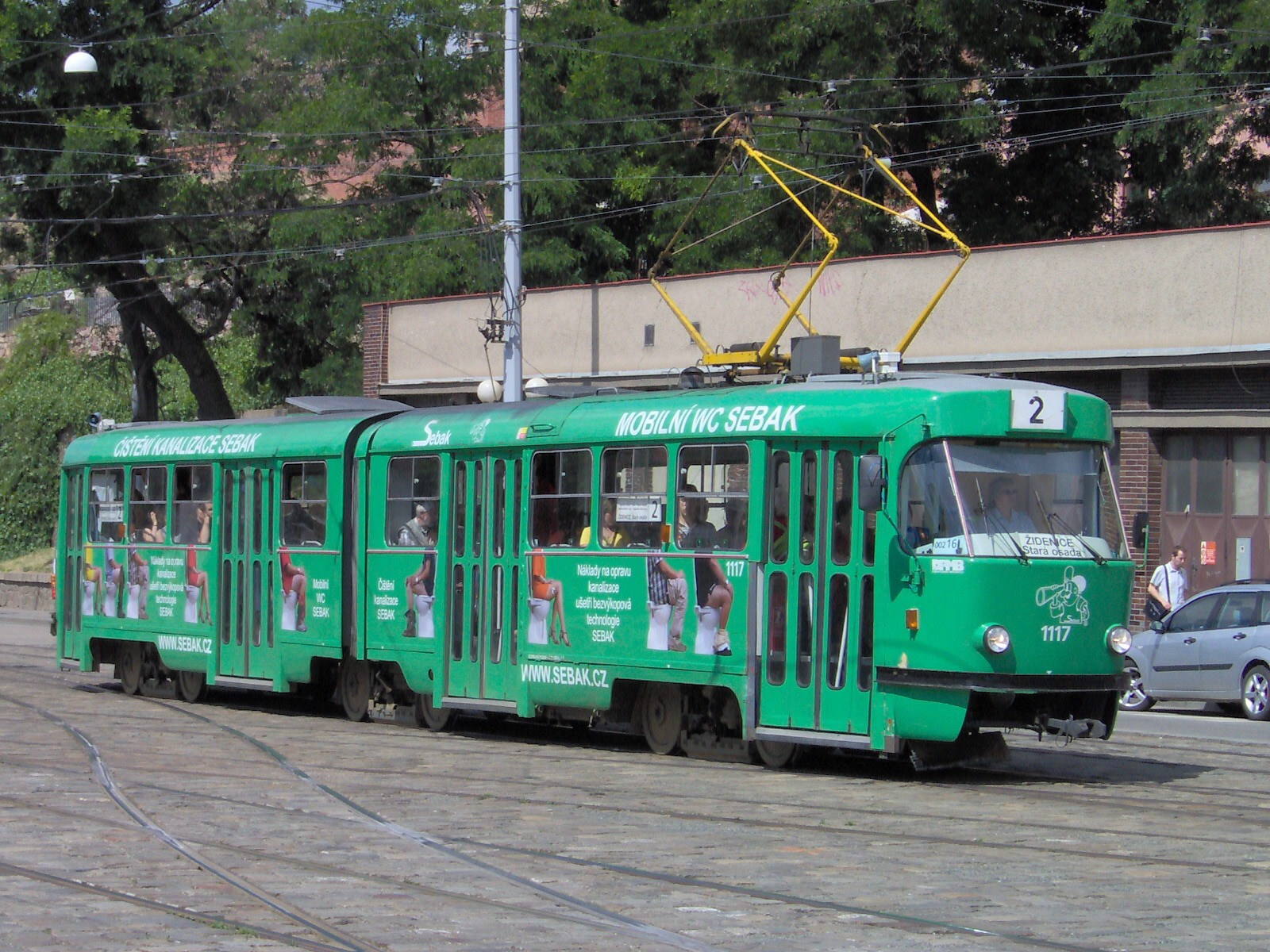
Tramvaj Tatra K2 Dopravního podniku města Brna v celovozové reklamě

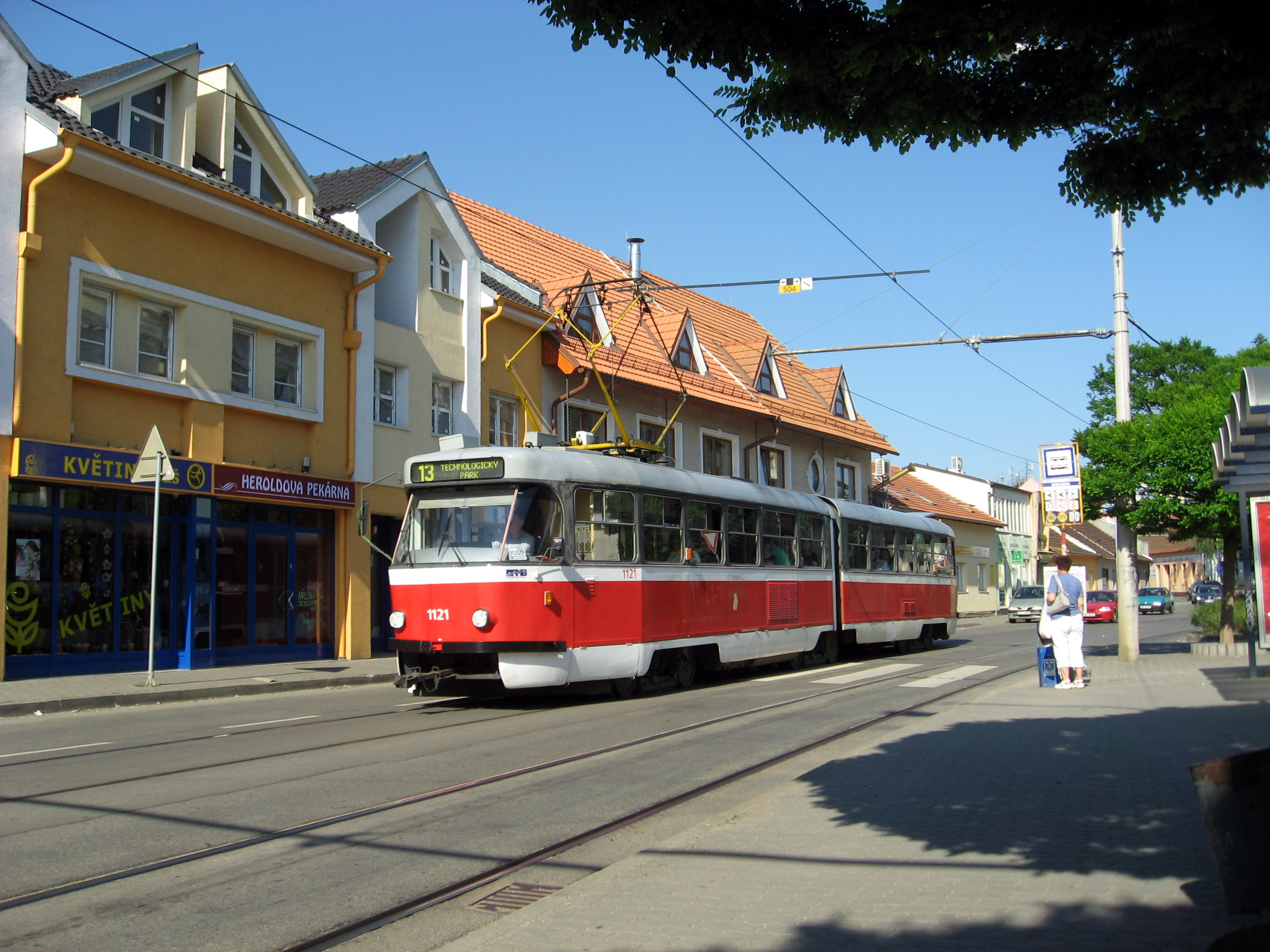
Brněnský vůz K2YU s elektronickými informačními panely

Největším provozovatelem tramvají K2 se stal Dopravní podnik města Brna (DPmB). Do moravské metropole bylo prvních šest vozů (č. 601–606) dodáno počátkem roku 1967, jejich pravidelný provoz byl zahájen 19. února téhož roku. Tramvaj č. 605 byla vystavena na Mezinárodním strojírenském veletrhu konaném v září, v provozu se proto objevila až v říjnu 1967. Na začátku roku 1968 byl zakoupen sedmý vůz (č. 607), jednalo se o prototyp, který byl předtím zkoušen v Praze a Mostě. Roku 1969 došlo k přečíslování tramvají, vozy byly nově označeny čísly 1001–1007. Dodávky tramvají K2 do Brna pokračovaly v letech 1969, 1973, 1974, 1975 a 1977 až do evidenčního čísla 1117 (celkem tedy 117 kusů).
Na přelomu let 1975 a 1976 byl vůz č. 1013 zkušebně zapůjčen do Budapešti. Ve druhé polovině 70. let došlo k několika požárům, při nichž byly tramvaje K2 zničeny. Proto DPmB zakoupil od ČKD náhradní vozové skříně, případně i celé nové tramvaje. Jednalo se o vozy č. 1024 (nový z roku 1977), č. 1046 (z roku 1979) a č. 1105 (z roku 1982).
V roce 1983 přibylo do Brna posledních 15 tramvají K2 (č. 1118–1132), tentokrát v provedení K2YU, které byly původně určeny pro Sarajevo. V roce 1984 byl vůz č. 1118 upraven v rámci tzv. „malé modernizace“ na typ K2MM. Do provozu s cestujícími byl vypraven až po rozsáhlých zkouškách na jaře 1986. Následně byly tyto rekonstrukce provedeny i u dalších vozů, příliš se ale neosvědčily a tramvaje byly později uvedeny do původního stavu.
Roku 1995 byly zahájeny skutečné modernizace tramvají K2, které se již blížily hranici životnosti. Nejdříve byl rozběhnut projekt Tatra K2R, který se vlivem několika událostí (nedostatek finančních prostředků, krach ČKD, aj.) transformoval do tramvají Tatra K2R.03, K2R.03-P, K2T a K2P. Hlavním účelem těchto modernizací (kromě celkové opravy vozu) bylo nahrazení nehospodárné elektrické výzbroje. Celkově bylo modernizováno 44 vozů K2, k nimž se v roce 2004 přidaly ještě dvě tříčlánkové tramvaje Tatra K3R-N.
První vyřazenou tramvají K2 (nepočítaje požáry) se stal prototypový vůz č. 1007, vyřazen byl začátkem roku 1988. První vlna vyřazování proběhla po dodávce poslední série tramvají Tatra T3SUCS v roce 1989, během let 1989 a 1990 byla odepsána část nejstarších vozů K2. Další tramvaje byly vyřazeny v roce 1997, po roce 2003 (tramvaj č. 1095 byla v roce 2005 předána do Technického muzea v Brně) a poslední vlna probíhá od roku 2008, kdy jsou vozy K2 nahrazovány částečně nízkopodlažními tramvajemi VarioLF2. Například v roce 2007 bylo dosud ve stavu 39 nerekonstruovaných vozidel K2 s původní elektrickou výzbrojí, přičemž celkový počet provozovaných vozů doplňovalo dalších 44 modernizovaných tramvají K2 (nepočítaje K3R-N). O čtyři roky později klesl počet „ká dvojek“ v původním stavu na 30 a roku 2014 jich provozních bylo pouze 15, z toho převážná většina z poslední série z roku 1983. U vozů, které neprošly zásadní rekonstrukcí, proběhla alespoň částečná modernizace formou instalace elektronických informačních panelů.
Vozy č. 1034, 1074 a 1104 byly po vyřazení odprodány firmě Pars nova, která je po modernizaci (č. 1034 a 1074 – typ Satra II, č. 1104 – typ Satra III) dodala do Sarajeva.

#### Olomouc
Dopravní podnik města Olomouce v 90. letech 20. století uvažoval, vzhledem k nutnosti vyřazení nejstarších tramvají T3, o nákupu dvou nebo tří brněnských vozů K2. DPMO nakonec dal přednost nákupu nových nízkopodlažních tramvají Škoda 03T.

#### Ostrava
Do Ostravy byly první kloubové tramvaje z produkce ČKD dodány již v roce 1965, tehdy šlo o typ Tatra K1. Vozy typu K2 byly do Ostravy dovezeny ve třech dodávkách: tři tramvaje počátkem roku 1967 (č. 802–804), pět vozů v roce 1969 (č. 805–809) a poslední dvě typu K2YU, původně vyrobené pro Sarajevo, v roce 1983 (č. 810 a 811).
Novější vozy zakoupené v letech 1969 a 1983 byly ve druhé polovině 90. let 20. století modernizovány na typ Tatra K2G, se zbylými tramvajemi se počítalo již pouze na dožití a pro zachování historického vozu. Tramvaje č. 802 a 803 ale přesto byly začátkem 21. století modernizovány (typ K2R.P), vůz č. 804 byl v roce 2005 vyřazen a měl být zachován jako historické vozidlo. K tomu ale vzhledem k nedostatku finančních prostředků a nedostatku prostor pro deponování nedošlo a odstrojená tramvaj byla 4. listopadu 2010 odvezena do šrotu.
Jako další byla vyřazena tramvaj K2G č. 810, která se v roce 2008 zúčastnila těžké dopravní nehody. Roku 2013 byly odstaveny vozy K2G č. 808 a 809, na jejichž dokladech byly postaveny vozy VarioLF2 č. 1402 a 1403. Tramvaj č. 811 byla vyřazena v roce 2017. V roce 2018 byly postupně vyřazeny vozy K2G ev. č. 805–807, čímž došlo k ukončení provozu typu K2G v Ostravě. Poslední dvě provozní tramvaje K2R.P byly vyřazeny na podzim téhož roku po dodávce dvaceti nových tramvají Stadler Tango NF2. Vůz ev. č. 802 byl převeden mezi služební vozy (č. 8210) s vyhlídkou na využití pro komerční jízdy, zatímco K2R.P č. 803 se stala historickým vozidlem místního Kroužku přátel MHD. V roce 2023 ale bylo kvůli špatnému technickému stavu vozu č. 803 rozhodnuto o jeho vyřazení, zatímco jeho místo historického vozidla zaujal odstavený vůz č. 802, který byl roku 2024 renovován do stavu po modernizaci na typ K2R.P v roce 2004.

### Ostatní provozy

#### Bratislava

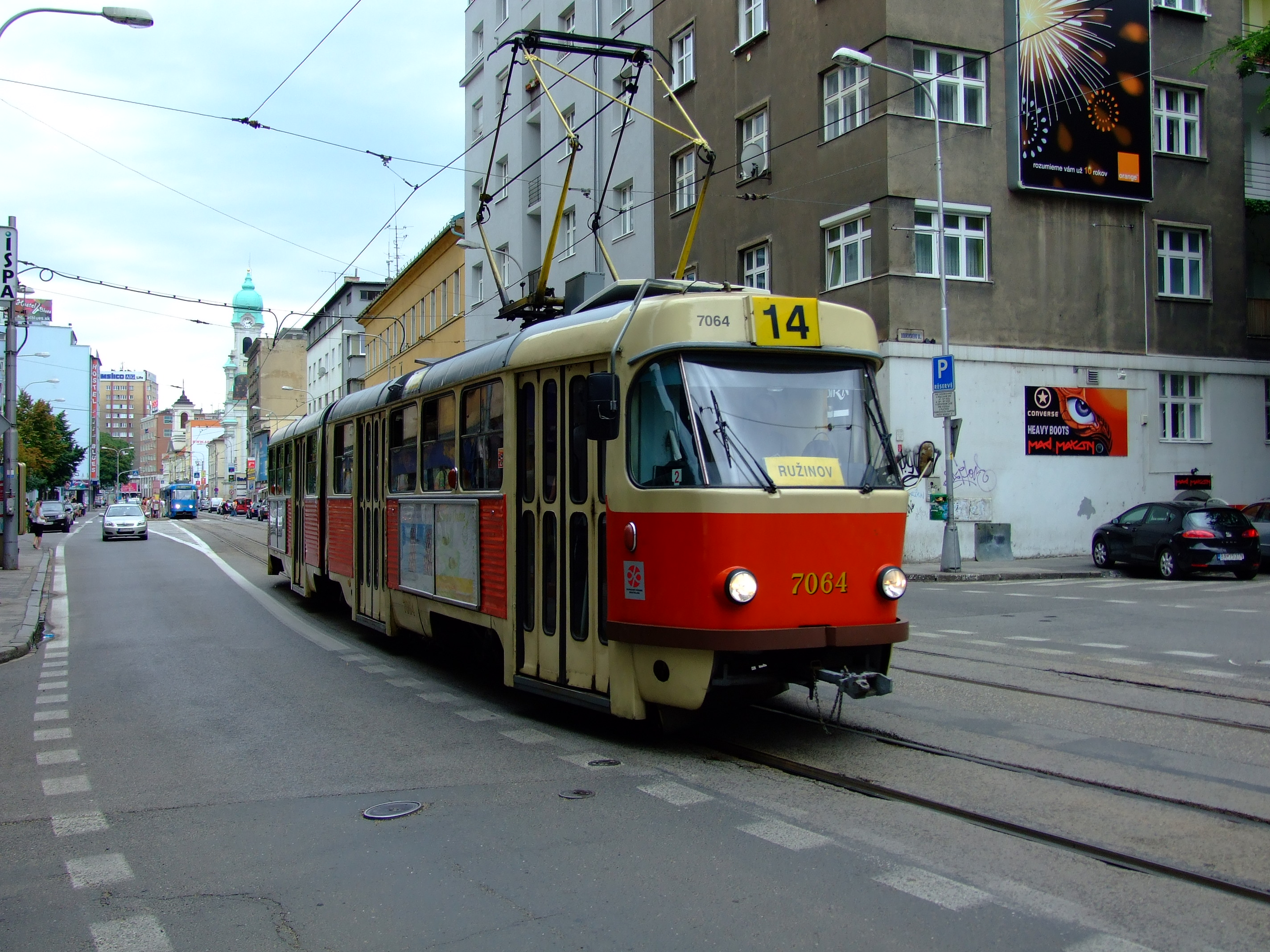
Tatra K2 s původními vlnitými plechy v Bratislavě

Jediným slovenským tramvajovým provozem, kam byly dodány kloubové vozy K2, se stala Bratislava. První vůz tohoto typu se zde objevil v roce 1969 (č. 309), pravidelné dodávky ale začaly až v roce 1971 a pokračovaly v letech 1974, 1975 a 1977 (celkem 86 vozů do evidenčního čísla 394). Poslední tramvaj č. 394 (od roku 1983 č. 8133) ale nikdy v provozu s cestujícími nebyla, od dodání byla až do svého vyřazení v roce 2009 využívána výhradně jako cvičný vůz. V roce 1983 byly zakoupeny tři tramvaje K2YU, které byly původně vyrobeny pro Sarajevo a které v Bratislavě obdržely čísla 7085–7087. V témže roce byly totiž ostatní vozy K2 (č. 309–393, vyjma č. 318) přečíslovány na řadu 7001–7084. Tramvaj č. 318 byla totiž v roce 1983 vyřazena kvůli prasklému nosnému kloubu a posloužila jako zdroj náhradních dílů.
Mezi lety 1998 a 2009 byly bratislavské vozy K2 modernizovány na typ Tatra K2S (jeden vůz i na typ K2G). Poslední nerekonstruovaný vůz K2 ev. č. 7084 byl vyřazen 1. února 2010, takže v provozu jsou již pouze modernizované typy K2G a K2S.
První vyřazenou „ká dvojkou“ se v Bratislavě stal vůz č. 318 (1983), následovaný v 80. letech dalšími dvěma tramvajemi (nehoda a požár). První vlna vyřazování nastala začátkem 90. let 20. století po dodání tramvají Tatra T6A5, další následovala roku 1997 (opět dodávka T6A5) a v roce 2009 (novostavby tramvají K2S).
Vůz č. 7009 byl po vyřazení v roce 1993 zařazen mezi historická vozidla pod svým původním číslem 317. Po svém vyřazení v roce 2009 zůstaly zachovány v posledním provozním stavu i tramvaj č. 7086 a školní vůz č. 8133. Tramvaje č. 7034 a 7038 byly po vyřazení opraveny v ČKD a v roce 1996 darovány do Sarajeva. V červnu 2021 Dopravní podnik hl. m. Prahy zakoupil za 1000 eur cvičný vůz ev. č. 8133. Vůz byl během let 2021 a 2022 opraven a v únoru roku 2023 nasazen na pražské linky 23 a 42.

#### Sarajevo

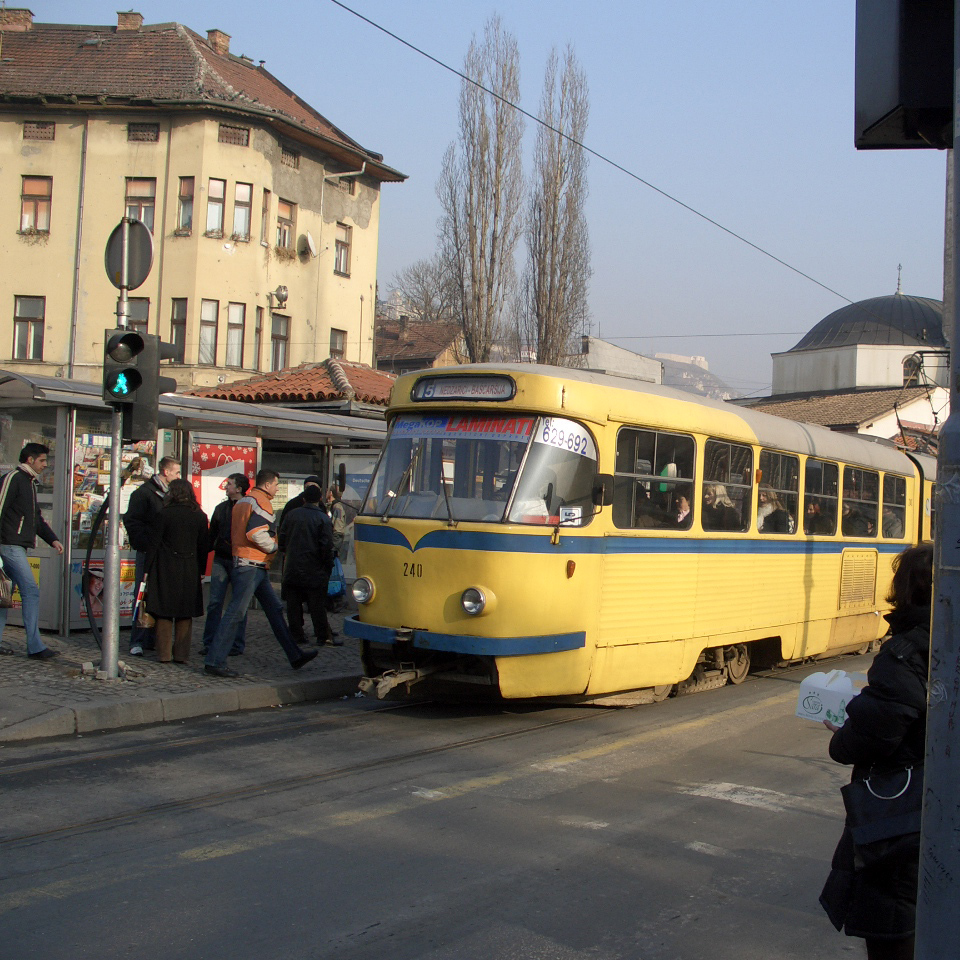
Tatra K2YU s pantografem na zadním článku v Sarajevu

Do Sarajeva, hlavního města Bosny a Hercegoviny, dodalo ČKD mezi lety 1973 a 1983 celkem 90 tramvají K2YU, označeny byly čísly 201–290. Od československých vozů K2 se odlišovaly především pantografem, který byl u starších dodávek umístěn na zadním článku. Pro Sarajevo byla také původně určena dvacítka vozů K2YU, kterou v roce 1983 odkoupily české a slovenské dopravní podniky (15 ks do Brna, 2 ks do Ostravy, 3 ks do Bratislavy).
V rámci poválečné pomoci darovalo v roce 1996 ČKD místnímu dopravnímu podniku dvě opravené ojeté bratislavské tramvaje K2, které v Sarajevu obdržely čísla 291 a 292. ČKD ve spolupráci s Pars nova odkoupilo i vyřazený brněnský vůz K2 a modernizovalo jej na prototyp typu Satra II (1998). V roce 2004 vznikly prototypy Satry II a Satry III s odlišnou elektrickou výzbrojí (oba vozy byly rovněž odkoupeny z Brna), sériové modernizace jsou již prováděny na původních sarajevských vozech K2YU, jejichž počet tak pomalu ubývá.

#### Bývalý Sovětský svaz
Tramvaje K2 nebyly, na rozdíl od vozů Tatra T3, v Sovětském svazu příliš úspěšné. Většina exportovaných vozů byla po přibližně 10 letech provozu zrušena. Ačkoliv kapacitně kloubové vozidlo vyhovovalo, problémy byly s nehnaným středním podvozkem či konstrukcí kloubu.
Největším provozovatelem vozů K2SU v SSSR byl moskevský dopravní podnik, který zakoupil v letech 1967 až 1970 (zřejmě) 60 vozů (č. 151–211, kromě č. 156) včetně prototypu (č. 151), který ale byl brzy odprodán do Novosibirska. První tramvaj K2SU byla do Moskvy dodána v lednu 1967 a v provozu se objevila 30. ledna téhož roku. V roce 1970 se konala jízdní zkouška soupravy tvořené dvěma spřaženými vozy K2SU, k jejímu nasazení do pravidelného provozu ale nedošlo. V roce 1976 jezdilo v Moskvě 49 tramvají K2SU, poslední vozy byly vyřazeny v roce 1981.
Dalšími sovětskými provozy s tramvajemi K2SU byly Ufa, Novosibirsk, Rostov na Donu (všech pět vozů dodaných v roce 1968 vyřazeno o 10 let později), Samara (30 tramvají v letech 1967–1969, vyřazeny po vypršení záruční doby v roce 1979), Jekatěrinburg (1967–1969 20 vozů, poslední vyřazeny 1980, jeden je zachován jako historický) a Tula (19 kusů v letech 1969 a 1970; jeden vůz zrušen po požáru v roce 1971, dalších šest vyřazeno roku 1976, zbytek do roku 1978).
Nejúspěšnějším provozem se stal ukrajinský Charkov, kam bylo dodáno 40 vozů v letech 1968 a 1969. První tramvaje K2SU se v Charkově objevily v prosinci 1968, jejich pravidelný provoz byl zahájen 1. února 1969. Další dorazily do konce téhož roku, všechny vozy tohoto typu nesly čísla 1901–1940. Ve druhé polovině 70. let byly zakoupeny vyřazené vozy K2SU, čtyři z Tuly a pět z Moskvy, které posloužily jako zdroj náhradních dílů. Díky nim a díky dílnám charkovského dopravního podniku zde vozy K2SU jezdily bez větších problémů až do roku 1991, kdy byly vyřazeny poslední. Osudnými se jim staly dodávky tramvají Tatra T6B5.

## Historické vozy

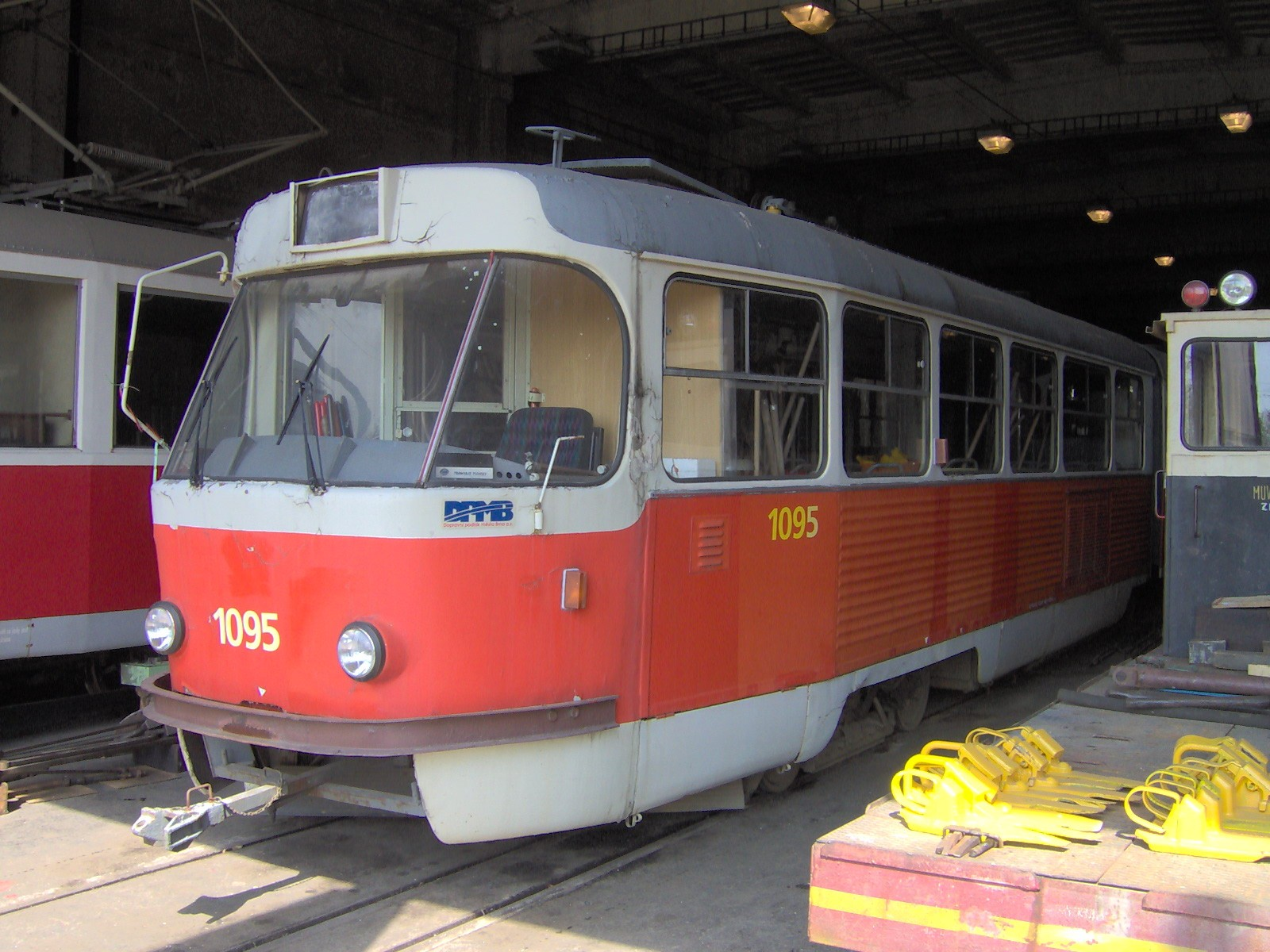
Historická tramvaj K2 v depozitáři Technického muzea v Brně-Líšni

| Původní provoz | Evidenční číslo  | Současný majitel        | Typ   | Rok výroby      | Historický od roku | Zdroj                |
| -------------- | ---------------- | ----------------------- | ----- | --------------- | ------------------ | -------------------- |
| Bratislava     | 317              | DPB                     | K2    | 1971            | 1994               | [ 43 ]               |
| Bratislava     | 7101             | Detská železnica Košice | K2S   | 1975            | 2024               | [ 47 ]               |
| Bratislava     | 7103             | DPB                     | K2S   | 1971            | 2024               | [ 48 ]               |
| Bratislava     | 7000 (pův. 8133) | DPP                     | K2    | 1977            | 2021               | [ 39 ] [ 45 ] [ 49 ] |
| Bratislava     | 7086             | DPB                     | K2YU  | 1983            | 2009               | [ 44 ]               |
| Brno           | 1095             | TMB                     | K2    | 1977            | 2005               | [ 50 ] [ 51 ]        |
| Brno           | 1123             | DPMB                    | K2YU  | 1983            | 2016               | [ 52 ]               |
| Jekatěrinburg  | 813              | EMUP „TTU“              | K2SU  | 1968            | 1998               | [ 53 ]               |
| Ostrava        | 802              | DPO                     | K2R.P | 1966, reko 2004 | 2024               | [ 36 ]               |